# 斷頭谷
《斷頭谷》（英語：Sleepy Hollow）是一部於1999年上映的美國驚悚片，為提姆·波頓執導，劇情出自歐洲中世紀傳說已久的鬼故事無頭騎士並根據作家華盛頓·歐文的著作《沉睡谷传奇》改編。強尼·戴普飾演主角伊卡波·克瑞恩，同時也是他第三次演出提姆·波頓執導的電影。其他演員包含克莉絲汀娜·蕾茜、米蘭達·理查森、邁可·坎邦及卡斯柏·范·狄恩等人。
由於電影背景設定在美國東北部的新英格蘭地區，所以全片演員口語都一律學古代美國人純英國腔語言。電影上映後便廣受好評，在影評網站爛番茄上收穫67%的正面評價。全球票房則達2.06億美元。

## 劇情
電影背景設定為1799年的紐約市，主張以科學方式辦案的警察伊卡波·克瑞恩常與守舊的上司發生衝突，上司為了擺脫他便派遣他到鄉下一個名叫「沉睡谷」的小鎮調查一連串神秘命案，凡·蓋瑞特等三名死者皆被斬首。當伊卡波抵達沉睡谷後，便直接進入鎮上首富巴爾圖斯·凡·塔賽爾的家中，在宴會上他無意被凡·塔賽爾的女兒卡翠娜吻了一下，從此兩人間便萌發了愛情，而招來卡翠娜男友布朗·凡·布魯恩特的忌妒和不滿。伊卡波隨後與巴爾圖斯及鎮上的四大長老見面，這群老人告訴他：目前這三起凶案肯定是無頭騎士幹的，無頭騎士生前本是一個性情兇殘的黑森雇傭兵，在美國獨立戰爭中協助英國人，於二十年前被殺於附近的西部叢林，一顆砲彈打中了他的頭，去掉了半邊腦袋。一向篤信科學的伊卡波當然不信這樣的傳說；之後小霸王布朗還一度假扮成無頭騎士嚇唬他。
四大長老之一的菲利普斯治安官試圖要告訴伊卡波某些事，似乎這四老之間有些秘密，這時真正的無頭騎士出現並殺死了菲利普斯，伊卡波才意識到無頭騎士的傳說是真的。在卡翠娜及一名被害者（凡·蓋瑞特的僕人馬修）的兒子小馬修的陪同下，伊卡波在西部叢林的亡靈樹下掘開當初埋葬無頭騎士的墳墓，發現其頭顱被人拿走了。這時無頭騎士從樹洞衝出，殺害了鎮上的接生婆一家，布朗因為試圖阻擋無頭騎士也被其所殺，伊卡波則受了傷。等伊卡波傷勢痊癒後，他從公證人哈登布魯克口中得知了凡·蓋瑞特及凡·塔賽爾兩大家族發生的一些事，便認為幕後兇手是巴爾圖斯。
鎮民在教堂作禮拜時，無頭騎士襲擊了巴爾圖斯的妻子並追逐他本人，眾人躲在教堂內，醫生蘭卡斯特正要說出他們四老保守的秘密，斯汀衛克牧師為滅口便殺了他、也試圖要殺巴爾圖斯，但被對方開槍殺死。無頭騎士以木樁將巴爾圖斯拖出去將之斬首，伊卡波便以此認定卡翠娜是幕後真兇，悲傷的他決定離開小鎮。
這時，「已死去」的凡·塔賽爾夫人（卡翠娜的後母）突然出現在卡翠娜面前，並將她帶至風車內，原來凡·塔賽爾夫人才是這一切的真兇，她在年幼時學習巫術，為了奪得凡·蓋瑞特與凡·塔賽爾兩家的財產，她害死了卡翠娜的母親並成功嫁給巴爾圖斯，只要無頭騎士的頭骨在她手中，便可將其召喚出來為她殺人，現在凡·塔賽爾夫人正召喚無頭騎士前來殺卡翠娜，完成她陰謀的最後一步。而伊卡波在途中發現了「凡·塔賽爾夫人」死屍上的破綻，才恍然大悟，和小馬修一同來到風車救出卡翠娜，逃進了西部叢林。在亡靈樹前，他們被無頭騎士及凡·塔賽爾夫人追上，伊卡波自凡·塔賽爾夫人手中奪得頭骨並將其擲還給無頭騎士，最終重獲頭顱的無頭騎士擺脫了凡·塔賽爾夫人的控制，帶著後者一同重返地獄。
事件結束後，伊卡波帶著卡翠娜與小馬修一起去了紐約迎接新年。

## 演員
- 強尼·戴普 飾演 伊卡波·克瑞恩
- 克莉絲汀娜·蕾茜 飾演 卡翠娜·凡·塔賽爾
- 克里斯多夫·華肯和雷·帕克 飾演 無頭騎士
- 卡斯柏·范·狄恩 飾演 布朗·凡·布魯恩特
- 邁可·坎邦 飾演 巴爾圖斯·凡·塔賽爾
- 米蘭達·理查森 飾演 凡·塔賽爾夫人 / 孪生姊妹
- 傑佛瑞·瓊斯 飾演 斯汀衛克牧師
- 李查·葛瑞夫斯 飾演 塞繆爾·菲利普斯治安官
- 伊恩·麥卡達米（英语：Ian McDiarmid） 飾演 湯瑪斯·蘭卡斯特醫生
- 麥可·高福 飾演 詹姆斯·哈登布魯克公證人
- 史蒂芬·瓦丁頓（英语：Steven Waddington） 飾演 基利安，貝絲的丈夫
- 馬丁·蘭道 飾演 彼得·凡·蓋瑞特
- 彼得·吉尼斯（英语：Peter Guinness (actor)） 飾演 克瑞恩勛爵，伊卡波的父親
- 莉莎·瑪麗·史密斯（英语：Lisa Marie (actress)） 飾演 克瑞恩夫人，伊卡波的母親
- 潔西卡·歐洛沃（英语：Jessica Oyelowo） 飾演 莎拉
- 肖恩·克羅寧（英语：Sean Cronin (actor)） 飾演 囚犯

## 發行

### 評價
電影收穫了普遍影評人的好評。根據爛蕃茄上收集的126篇專業影評文章，其中85篇給出了「新鮮」的正面評價，「新鮮度」為67%，平均得分6.3分（滿分10分），該網站共識：「《斷頭谷》擁有使人驚嘆的視覺效果和令人毛骨悚然的氣氛。」。而基於另一影評網站Metacritic上的35篇評論文章，其中26篇予以好評，1篇差評，8篇褒貶不一，平均分為65（滿分100）。

### 票房
《斷頭谷》於1999年11月19日在美國的3,069家劇院上發行，在其首映的週末收穫30,060,467美元的票房，僅次《007：縱橫天下》位居第二。電影最終在美國的票房總額為101,071,502美元，其他地區1.05億美元，全球總計收入206,071,502美元。

### 家庭媒體
派拉蒙家庭娛樂最早在2000年5月23日於美國發行了電影的DVD。HD DVD版本則在2006年7月推出，兩年後，《斷頭谷》的藍光光碟版本於2008年6月發售。

## 荣誉
| 獎項                     | 獎項           | 獎項                     | 獎項 | 獎項 |
| 獎項                     | 頒獎日期       | 類別                     | 得獎者或受提名者 | 結果 |
| ------------------------ | -------------- | ------------------------ | --- | ---- |
| 奧斯卡金像獎             | 2000年3月26日  | 最佳藝術指導             | 瑞克·海因里希斯、彼得·楊 | 獲獎 |
| 奧斯卡金像獎             | 2000年3月26日  | 最佳攝影                 | 艾曼紐爾·盧貝茲基 | 提名 |
| 奧斯卡金像獎             | 2000年3月26日  | 最佳服裝設計             | 柯琳·艾特伍 | 提名 |
| 英國電影學院獎           | 2000年4月9日   | 最佳藝術執導             | 瑞克·海因里希斯 | 獲獎 |
| 英國電影學院獎           | 2000年4月9日   | 最佳服裝設計             | 柯琳·艾特伍 | 獲獎 |
| 英國電影學院獎           | 2000年4月9日   | 最佳視覺效果             | 吉姆·米契爾、凱文·雅格、喬斯·威廉姆斯、帕迪·伊森 | 提名 |
| 科幻、奇幻及恐怖電影學院 | 2000年6月6日   | 最佳恐怖電影             | 史考特·魯丁、亚当·施罗德 | 提名 |
| 科幻、奇幻及恐怖電影學院 | 2000年6月6日   | 最佳導演                 | 提姆·波頓 | 提名 |
| 科幻、奇幻及恐怖電影學院 | 2000年6月6日   | 最佳編劇                 | 安德魯·凱文·沃克 | 提名 |
| 科幻、奇幻及恐怖電影學院 | 2000年6月6日   | 最佳男主角               | 強尼·戴普 | 提名 |
| 科幻、奇幻及恐怖電影學院 | 2000年6月6日   | 最佳女主角               | 克莉絲汀娜·蕾茜 | 獲獎 |
| 科幻、奇幻及恐怖電影學院 | 2000年6月6日   | 最佳男配角               | 克里斯多夫·華肯 | 提名 |
| 科幻、奇幻及恐怖電影學院 | 2000年6月6日   | 最佳女配角               | 米蘭達·理查森 | 提名 |
| 科幻、奇幻及恐怖電影學院 | 2000年6月6日   | 最佳音樂                 | 丹尼·葉夫曼 | 獲獎 |
| 科幻、奇幻及恐怖電影學院 | 2000年6月6日   | 最佳服裝                 | 柯琳·艾特伍 | 提名 |
| 科幻、奇幻及恐怖電影學院 | 2000年6月6日   | 最佳化妝                 | 凱文·雅格、彼得·歐文 | 提名 |
| 科幻、奇幻及恐怖電影學院 | 2000年6月6日   | 最佳特效                 | 吉姆·米契爾、凱文·雅格、喬斯·威廉姆斯、帕迪·伊森 | 提名 |
| 美國電影攝影師學會       | 2000年2月20日  | 院線電影剪輯傑出成就獎   | 艾曼紐爾·盧貝茲基 | 提名 |
| 藝術指導公會             | 2000年2月8日   | 年度傑出電影製作設計     | 瑞克·海因里希斯、萊斯·湯普金斯、約翰·戴克斯特、凱文·菲普斯、約翰·萊特·史蒂文斯、肯·考特、安迪·尼科爾森、比爾·霍斯、朱利安·阿什比、蓋瑞·湯普金斯、尼克·納瓦羅 | 獲獎 |
| BMI電影電視音樂獎        | 2014年12月8日  | BMI電影音樂獎            | 丹尼·葉夫曼 | 獲獎 |
| 轟動娛樂獎               | 2000年5月9日   | 最喜愛的男演員：恐怖類型 | 強尼·戴普 | 獲獎 |
| 轟動娛樂獎               | 2000年5月9日   | 最喜愛的女演員：恐怖類型 | 克莉絲汀娜·蕾茜 | 獲獎 |
| 轟動娛樂獎               | 2000年5月9日   | 最喜愛的女配角：恐怖類型 | 米蘭達·理查森 | 獲獎 |
| 轟動娛樂獎               | 2000年5月9日   | 最喜愛的男配角：恐怖類型 | 馬爾克·皮克林 | 提名 |
| 波士頓影評人協會         | 1999年12月12日 | 最佳剪輯                 | 艾曼紐爾·盧貝茲基 | 獲獎 |
| 芝加哥影評人協會         | 2000年3月13日  | 最佳剪輯                 | 艾曼紐爾·盧貝茲基 | 提名 |
| 國際電影音樂評論家協會   | 1999年2月4日   | 年度最佳電影配樂         | 丹尼·葉夫曼 | 提名 |
| 國際恐怖電影協會         | 2000年5月12日  | 最佳電影                 | | 提名 |
| 拉斯維加斯影評人協會獎   | 2000年1月18日  | 最佳配樂                 | 丹尼·葉夫曼 | 提名 |
| 拉斯維加斯影評人協會獎   | 2000年1月18日  | 最佳剪輯                 | 艾曼紐爾·盧貝茲基 | 提名 |
| 拉斯維加斯影評人協會獎   | 2000年1月18日  | 最佳服裝設計             | 柯琳·艾特伍 | 提名 |
| 拉斯維加斯影評人協會獎   | 2000年1月18日  | 最佳生產設計             | 瑞克·海因里希斯 | 獲獎 |
| 洛杉磯影評人協會獎       | 1999年12月12日 | 最佳生產設計             | 瑞克·海因里希斯 | 獲獎 |
| MTV電影大獎              | 2000年6月5日   | 最佳反派                 | 克里斯多夫·華肯 | 提名 |
| 國家影評人協會           | 2000年1月8日   | 最佳剪輯                 | 艾曼紐爾·盧貝茲基 | 提名 |
| 紐約影評人協會           | 2000年1月9日   | 最佳剪輯                 | 艾曼紐爾·盧貝茲基 | 亞軍 |
| 在線電影與電視協會獎     | 2000年1月12日  | 最佳原創配樂             | 丹尼·葉夫曼 | 提名 |
| 在線電影與電視協會獎     | 2000年1月12日  | 最佳剪輯                 | 艾曼紐爾·盧貝茲基 | 提名 |
| 在線電影與電視協會獎     | 2000年1月12日  | 最佳生產設計             | 瑞克·海因里希斯、肯·考特、約翰·戴克斯特、安迪·尼科爾森、凱文·菲普斯、萊斯·湯姆金斯、彼得·楊                                                                  | 獲獎 |
| 在線電影與電視協會獎     | 2000年1月12日  | 最佳服裝設計             | 柯琳·艾特伍 | 提名 |
| 在線電影與電視協會獎     | 2000年1月12日  | 最佳化妝及髮型           | 凱文·雅格、彼得·歐文、麗茲·泰格、保羅·古區、蘇珊·帕金森、柏娜黛特·馬祖爾、塔姆辛·多林                                                                        | 提名 |
| 在線電影與電視協會獎     | 2000年1月12日  | 最佳混音                 | 李·迪希特、羅伯特·費爾南德斯、斯基普·里弗賽、法蘭克·莫羅內                                                                                                   | 提名 |
| 在線電影與電視協會獎     | 2000年1月12日  | 最佳音效                 | 斯基普·里弗賽 | 提名 |
| 在線電影與電視協會獎     | 2000年1月12日  | 最佳視覺效果             | 詹姆斯·米切爾、凯文·雅格、喬斯·威廉姆斯、帕迪·伊森 | 提名 |
| 在線電影與電視協會獎     | 2000年1月12日  | 最佳官方電影網站         | www.sleepyhollow.com | 提名 |
| 線上影評人協會           | 2000年1月2日   | 最佳剪輯                 | 艾曼紐爾·盧貝茲基 | 獲獎 |
| 聖達菲電影評論圈獎       | 2000年1月9日   | 最佳剪輯                 | 艾曼紐爾·盧貝茲基 | 獲獎 |
| 衛星獎                   | 2000年1月16日  | 最佳男主角：音樂及戲劇類 | 強尼·戴普 | 提名 |
| 衛星獎                   | 2000年1月16日  | 最佳原創配樂             | 丹尼·葉夫曼 | 獲獎 |
| 衛星獎                   | 2000年1月16日  | 最佳剪輯                 | 艾曼紐爾·盧貝茲基 | 獲獎 |
| 衛星獎                   | 2000年1月16日  | 最佳藝術執導             | 肯·考特、約翰·戴克斯特、瑞克·海因里希斯、安迪·尼科爾森 | 獲獎 |
| 衛星獎                   | 2000年1月16日  | 最佳服裝設計             | 柯琳·艾特伍 | 獲獎 |
| 衛星獎                   | 2000年1月16日  | 最佳剪輯                 | 克里斯·莱本森 | 提名 |
| 衛星獎                   | 2000年1月16日  | 最佳音效                 | 蓋瑞·阿爾佩斯、斯基普·里弗賽、法蘭克·莫羅內 | 獲獎 |
| 衛星獎                   | 2000年1月16日  | 最佳視覺效果             | 吉姆·米契爾、喬斯·威廉姆斯 | 提名 |
| 青少年票選獎             | 2000年8月6日   | 電影選擇獎：女演員       | 克莉絲汀娜·蕾茜 | 提名 |

美國電影學會：
- AFI百年百大驚悚電影 - 提名[29]
- AFI百年百大英雄與反派：
  - 無頭騎士 - 反派提名[30]

## 延伸閱讀
- Walker, Andrew Kevin.  (Hardcover). Also includes Walker's screenplay (before Tom Stoppard rewrote it) and an introduction by director Tim Burton. Pocket Books（英语：Pocket Books）/Simon & Schuster. 1999-11-01. ISBN 0671036572.
- Lerangis, Peter（英语：Peter Lerangis）.  (Mass Market Paperback). Novelization of the film that also includes Washington Irving's original short story. Simon Pulse. 1999-11-01. ISBN 0671036653.
- Tim Burton. Mark Salisbury , 编. . Faber and Faber. 2006. ISBN 0-571-22926-3.

## 外部連結
- 互联网电影数据库（IMDb）上《Sleepy Hollow》的资料（英文）
- 爛番茄上《Sleepy Hollow》的資料（英文）
- Metacritic上《Sleepy Hollow》的資料（英文）
- TCM电影资料库上《Sleepy Hollow》的资料（英文）
- AllMovie上《Sleepy Hollow》的资料（英文）
- Box Office Mojo上《Sleepy Hollow》的資料（英文）